# Gerard de Vries (filosoof)

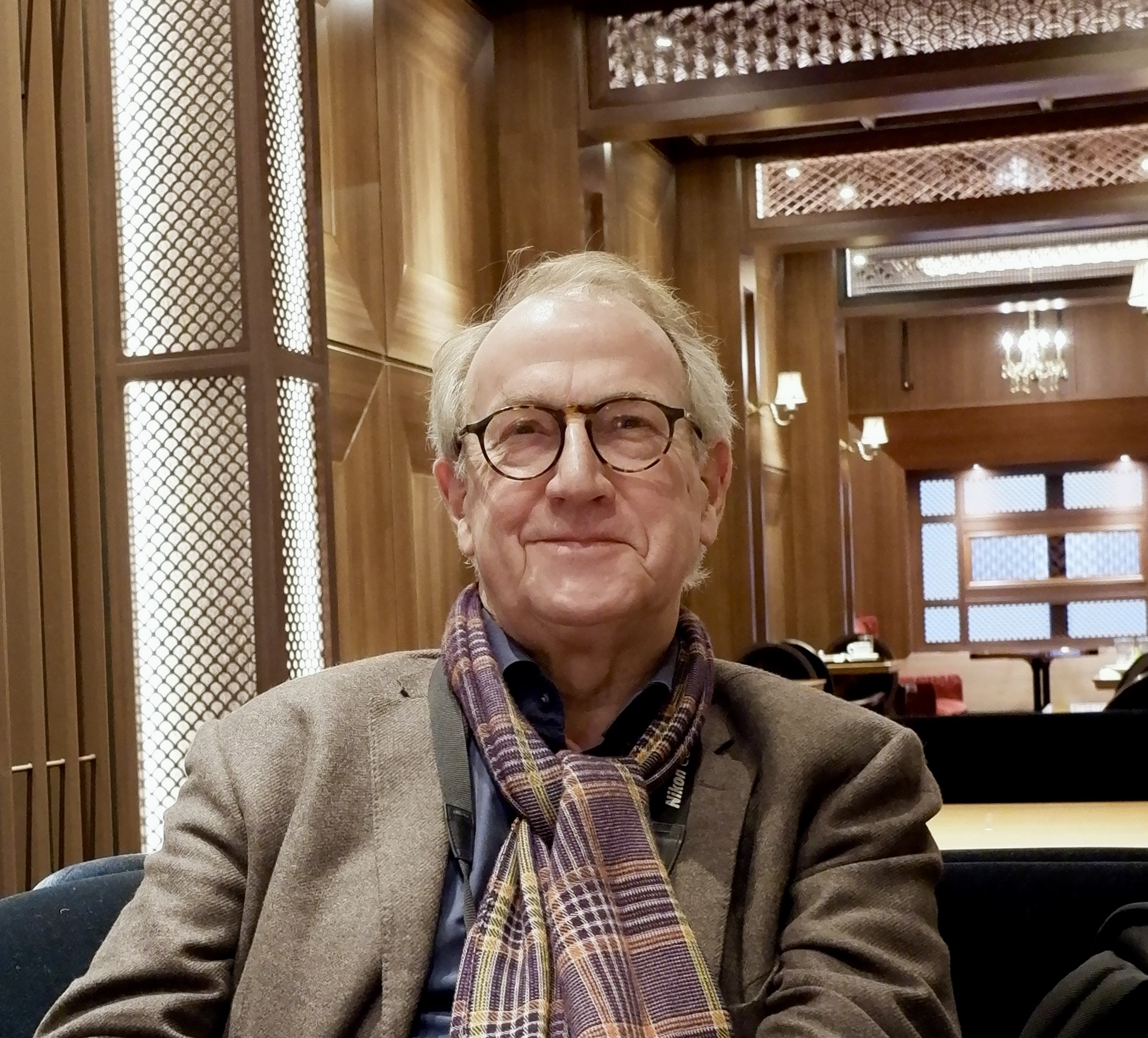
Gerard de Vries in 2019

Prof.dr.ir. G.H. (Gerard) de Vries (Leeuwarden, 1948) is een Nederlandse filosoof.
Gerard de Vries was van 1987 tot 1997 hoogleraar wijsbegeerte aan de Rijksuniversiteit Limburg (Nu: Universiteit Maastricht) en van 1997 tot 2013 hoogleraar wetenschapsfilosofie aan de Universiteit van Amsterdam. Daarnaast was hij van 2006 tot en met 2014 lid van de Wetenschappelijke Raad voor het Regeringsbeleid.
Gerard de Vries werd opgeleid als ingenieur (BSc elektrotechniek en MSc toegepaste wiskunde) aan de Universiteit Twente. Hij behaalde daarna een PhD filosofie aan de Universiteit Groningen, waar hij enkele jaren Prof. Lolle Nauta verving tijdens diens aanstelling in Lusaka, Zambia. De Vries vertrok hierna naar Maastricht om hoogleraar filosofie te worden aan de Universiteit Maastricht. In 1997 volgde een benoeming als hoogleraar wetenschapsfilosofie aan de Universiteit van Amsterdam (1997-2013). In 2006 werd hij door HM de Koningin benoemd tot een van de zeven leden van deWetenschappelijke Raad voor het Regeringsbeleid (WRR), de denktank voor langetermijnbeleidsvraagstukken van de Nederlandse regering in Den Haag. 
De Vries heeft een breed scala aan bestuurlijke functies vervuld in de academische wereld. Hij was (o.a.) bouwdecaan van de Faculteit der Algemene Wetenschappen van de Universiteit Maastricht, decaan van de onderzoeksschool WTMC  (The Netherlands Graduate School in Science, Technology and Modern Culture) van 1988 tot 1997, waarin verschillende Nederlandse universiteiten samenwerken. Daarna werd hij decaan van de Graduate School of the Humanities van de Universiteit van Amsterdam (2000-2004). In 2000 werd hij verkozen tot Visiting Fellow van  Wolfson College, University of Cambridge (UK). Van 2011 tot 2013 was De Vries lid van de Deetman Commissie, de Nederlandse commissie die onderzoek deed naar seksueel misbruik van minderjarigen in de Rooms-Katholieke Kerk van 1945 tot 2010. In december 2014, bij zijn vertrek bij de WRR, werd De Vries benoemd tot ridder in de Orde van de Nederlandse Leeuw voor zijn verdiensten voor wetenschap en samenleving. 
Gerard de Vries houdt zich zowel in de academische wereld als in beleidskringen vooral bezig met de sociale, politieke en ethische aspecten van hedendaagse wetenschap en technologie. Hij publiceerde verschillende boeken over wetenschapsfilosofie, politieke filosofie, medische ethiek en de maatschappelijke gevolgen van ontwikkelingen in de moderne geneeskunde, en hiernaast wetenschappelijke artikelen over filosofie en wetenschaps- en technologie studies. Bij de Wetenschappelijke Raad voor het Regeringsbeleid leverde hij bijdragen aan het rapport 'Lerende overheid' uit 2006, en was hij projectvoorzitter van de door de WRR uitgebrachte adviezen over risicobeleid (2008), publieke zaken in de marktsamenleving (2012), en voedselbeleid (2014).